# نهائي كأس ألمانيا 1998
نهائي كأس ألمانيا 1998 هي المباراة النهائية من منافسة كأس ألمانيا 1997–98، أقيمت المباراة في 1998، في الملعب الأولمبي، بين فريقي بايرن ميونخ، ونادي دويسبورغ، وفاز فيها بايرن ميونخ، بعد أن هزم نادي دويسبورغ، بنتيجة 2 - 1، وكان حكم المباراة Hartmut Strampe ‏، وحضر المباراة 75800 شخصاً.

## تفاصيل المباراة
لعبت المباراة النهائية في 1998.
| بايرن ميونخ                         | 2 -1 | نادي دويسبورغ   |
| ----------------------------------- | ---- | --------------- |
| ماركوس بابل 70 ' · ماريو باسلر 89 ' |      | بشيرو سالو 20 ' |